# Ворбю-горд (станція метро)
59°15′53″ пн. ш. 17°53′02″ сх. д. / 59.264722° пн. ш. 17.883889° сх. д.
«Ворбю-горд» (швед. Vårby gård) — станція Червоної лінії Стокгольмського метрополітену, обслуговується потягами маршруту Т13.
Станція була відкрита 1 жовтня 1972 року у складі черги Ворберг — Фіттья 

Відстань до Слюссена становить 14,2 км.
Пасажирообіг станції в будень — 4 100  осіб (2019)

Розташування: мікрорайон Ворбю-горд, муніципалітет Гуддінге. 
Конструкція: відкрита наземна станція з однією острівною прямою платформою.

## Операції
| Попередня станція  | Лінія | Лінія     | Лінія | Наступна станція  |
| ------------------ | ----- | --------- | ----- | ----------------- |
| Ворберг до Ропстен |       | Лінія T13 |       | Масмо до Норсборг |